# Башкатов Олексій Миколайович
Олексій Миколайович Башка́тов (нар. 1 березня 1941, Скелювате — пом. 3 липня 2013) — український скульптор; член Спілки радянських художників України з 1988 року.

## Біографія
Народився 1 березня 1941 року в селі Скелюватому (нині Запорізький район Запорізької області, Україна). 1969 року закінчив Одеське художнє училище, був учнем Адольфа Лози.
З 1969 року працював на Запорізькому виробничому комбінаті; з 1988 року — скульптор малих форм Запорізької організації Спілки художників України. Жив у Запоріжжі в будинку на вулиці Рекордній, № 9, квартира № 3. Помер 3 липня 2013 року.

## Творчість
Серед робіт: «Лучниця» (1978), «Київська Русь», «Засновники Києва», «Богдан Хмельницький», «Ярослав Мудрий», «Рік Пушкіна» (1987).
монументальна скульптура

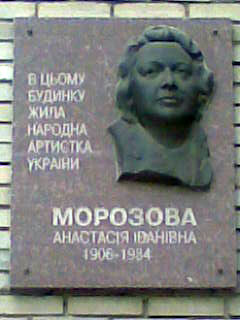
меморіальна дошка Анастасії Морозовій.

- меморіальна дошка Тарасу Шевченку (граніт, мідь, гальванопластика);
- меморіальна дошка Олександру Поляку (граніт, мідь, гальванопластика);
- меморіальна дошка Віктору Іванову (граніт, мідь, гальванопластика);
- меморіальна дошка Олесю Гончару (граніт, мідь, гальванопластика);
- меморіальна дошка Анастасії Морозовій (граніт, мідь, гальванопластика);
- погруддя В. Г. Пейчева (граніт, мідь, гальванопластика).

Брав участь у мистецьких виставках з 1978 року.